# Земенци
Земенци (болг. Земенци) — село в Болгарии. Находится в Добричской области, входит в общину Крушари. Население составляет 21 человек.

## Политическая ситуация
Земенци подчиняется непосредственно общине и не имеет своего кмета.
Кмет (мэр) общины Крушари — Добри Стоянов Стефанов (Движение за права и свободы (ДПС)) по результатам выборов.